# Salles-la-Source
Salles-la-Source – miejscowość i gmina we Francji, w regionie Oksytania, w departamencie Aveyron. W 2013 roku jej populacja wynosiła 2245 mieszkańców. 
Gmina Salles-la-Source jest otoczona przez gminy Sébazac-Concourès, Marcillac-Vallon i Clairvaux-d'Aveyron. Sama miejscowość położona jest 11 km na północny zachód od Rodez, prefektury departamentu Aveyron. Na terenie gminy, w pobliżu osady Souyri, swoje źródła ma rzeka Créneau. 

## Zabytki
Zabytki w miejscowości posiadające status monument historique:
- kościół św. Pawła w Salles-la-Source (fr. Église Saint-Paul de Salles-la-Source)[4]
- kościół św. Amansa w miejscowości Cadayrac (fr. Église Saint-Amans de Cadayrac)[5]
- kościół św. Stremoniusza w miejscowości Saint-Austremoine (fr. Église Saint-Austremoine de Salles-la-Source)[6]
- kościół św. Jakuba w miejscowości Souyri (fr. Église Saint-Jacques de Souyri)[7]
- krzyż z 1789 roku w miejscowości Souyri (fr. Croix datée de 1789 de Souyri)[8]
- Dolmen et tumulus du Genévrier[9]
- Dolmen de Montaubert I[10]
- Dolmen de Pérignagol I[11]
- Dolmen de Pérignagol II[12]
- Dolmen de Saint-Antonin[13]
- Dolmen des Vézinies III[14]
- zamek Le Colombier (fr. Château du Colombier)[15]
- zamek w Cougousse (fr. Château de Cougousse)[16]
- zamek La Garde (fr. Château de la Garde)[17]